# Apospasta fulvida
Apospasta fulvida là một loài bướm đêm trong họ Noctuidae.